# Je fais feu de tout bois
 (avril 2014).
Si vous disposez d'ouvrages ou d'articles de référence ou si vous connaissez des sites web de qualité traitant du thème abordé ici, merci de compléter l'article en donnant les références utiles à sa vérifiabilité et en les liant à la section « Notes et références ».
Pour plus de détails, voir Fiche technique et Distribution.
Je fais feu de tout bois est un film français réalisé par Dante Desarthe, sorti en 2012.

## Synopsis
Après Je me fais rare, il s'agit du deuxième opus des aventures de Daniel Danite, cinéaste maudit. Dans ce film, pour sauver le cinéma en danger de mort, Daniel a une idée de génie, du moins le croit-il. Que chaque cinéaste se choisisse un frère, et qu'ils fassent leurs films à deux. Deux fois moins de films finalement, mais deux fois meilleurs. Et il va encore plus loin. Découvrant qu'il existe pas de triplés cinéastes, il décide pour se démarquer de devenir le troisième frère Coen. Il quitte femme et enfants pour convaincre ses idoles de l'adopter.

## Fiche technique
- Réalisation et scénario : Dante Desarthe
- Production : Michel Ferry, Dante Desarthe, Déborah Münzer, Fabrice Bigio, Ronald Guttman
- Photographie : Michel Ferry
- Musique : Krishna Levy et Léonard Desarthe
- Son : Dominique Lacour, Alain Mathieu, Olivier Do Huu
- Montage : Dante Desarthe
- Format : couleurs
- Pays d'origine :  France
- Genre : Comédie
- Durée : 98 minutes (1 h 38)
- Date de sortie : 
  - France : 30 mai 2012

## Distribution
- Dante Desarthe : Daniel Danite
- Valérie Niddam : Pénélope
- Michel Ferry : Le détective, le Psy
- Colas Gutman : Michel
- Serge Saada : Serge l'attaché culturel
- Rodolphe Pauly : Le fayot
- Ronald Guttman : L'agent des frères Coen
- David Lescot : Tristan
- Marie Dompnier : Coralie
- Élizabeth Mazev : Françoise
- Alice Butaud : Dorothée
- Michel Lascault : Yannick
- Nolwenn Moreau : Patronne du Bowling
- Sarah Canner : La sœur Coen
- Philippe Boulenouar : Philippe
- Olga Grumberg : La sœur d'Emile
- Solal Bouloudnine : Stagiaire dégaine
- Charles Salvy : Stagiaire local
- Laetitia Langlet : Patricia

## Suite
Il y aura un dernier volet à cette trilogie, qui aura pour titre Je ne réponds plus de rien.